# Gyrostigma conjungens
Gyrostigma conjungens är en tvåvingeart som beskrevs av Günther Enderlein 1901. Gyrostigma conjungens ingår i släktet Gyrostigma och familjen styngflugor. Inga underarter finns listade i Catalogue of Life.